# Triuris
Triuris är ett släkte av enhjärtbladiga växter. Triuris ingår i familjen Triuridaceae.
Kladogram enligt Catalogue of Life:
| Triuris | \| \| Triuris alata \| \| \| \| \| \| Triuris brevistylis \| \| \| \| \| \| Triuris hexophthalma \| \| \| \| \| \| Triuris hyalina \| \| \| \| |
|         | \| \| Triuris alata \| \| \| \| \| \| Triuris brevistylis \| \| \| \| \| \| Triuris hexophthalma \| \| \| \| \| \| Triuris hyalina \| \| \| \| |
|         | Kihansia |
|         | |
|         | Kupea |
|         | |
|         | Lacandonia |
|         | |
|         | Peltophyllum |
|         | |
|         | Sciaphila |
|         | |
|         | Seychellaria |
|         | |
|         | Soridium |
|         | |
|         | Triuridopsis |
|         | |
|         | Triuris alata |
|         | |
|         | Triuris brevistylis |
|         | |
|         | Triuris hexophthalma |
|         | |
|         | Triuris hyalina |
|         | |

|  | Triuris alata        |
|  |                      |
|  | Triuris brevistylis  |
|  |                      |
|  | Triuris hexophthalma |
|  |                      |
|  | Triuris hyalina      |
|  |                      |